# Triaenodon obesus
Triaenodon obesus е вид акула от семейство Сиви акули (Carcharhinidae). Възникнал е преди около 11,62 млн. години по времето на периода неоген. Видът е почти застрашен от изчезване.

## Разпространение и местообитание
Разпространен е в Австралия, Американска Самоа, Вануату, Виетнам, Гуам, Джибути, Египет, Еритрея, Йемен, Индия, Кения, Кирибати, Кокосови острови, Коморски острови, Коста Рика, Мавриций, Мадагаскар, Майот, Малдиви, Маршалови острови, Мианмар, Мозамбик, Науру, Ниуе, Нова Зеландия, Нова Каледония, Остров Норфолк, Остров Рождество, Острови Кук, Палау, Панама, Питкерн, Реюнион, Самоа, Саудитска Арабия, САЩ (Хавайски острови), Северни Мариански острови, Сейшели, Соломонови острови, Сомалия, Судан, Танзания, Тонга, Тувалу, Уолис и Футуна, Фиджи, Филипини, Френска Полинезия, Шри Ланка и Южна Африка.
Обитава крайбрежията и пясъчните и скалисти дъна на океани, морета, заливи, лагуни и рифове в райони с тропически и субтропичен климат. Среща се на дълбочина от 1 до 330 m, при температура на водата от 23 до 29 °C и соленост 33 – 35,5 ‰.

## Описание
На дължина достигат до 2,1 m, а теглото им е не повече от 18,3 kg.
Продължителността им на живот е около 25 години.